# 夢真ホールディングス
株式会社夢真ホールディングス（ゆめしんホールディングス）は、かつて存在した、建設業界及び製造業・IT業界に対する技術者派遣を事業とする企業を傘下に置いていた持株会社。2021年4月1日に株式会社ビーネックスグループを存続会社とする形でビーネックスグループと経営統合を実施して解散した。

## 沿革
- 1976年9月 - 有限会社佐藤建築設計事務所を設立。
- 1985年4月 - 施工図作図のため海外ネットワーク形式へ着手。
- 1987年4月 - 海外設計事務所に施工図の発注を開始。
- 1991年3月 - 建設技術者派遣事業を開始。
- 2003年9月 - 東証ジャスダックに株式を上場。
- 2005年4月 - 組織をホールディングス化。事業継続会社として株式会社夢真を設立。
- 2007年10月 - 株式会社夢真ホールディングスと株式会社夢真が合併。
- 2011年5月 - 株式会社夢テクノロジーを子会社化。
- 2014年11月 - 本社を東京都千代田区丸の内に移転。
- 2019年1月 - 株式会社夢テクノロジーを完全子会社化。
- 2019年10月 - 純粋持株会社体制へ移行。
- 2021年3月30日 - 東証ジャスダック上場廃止。
- 2021年4月1日 - 株式会社ビーネックスグループを存続会社とする形でビーネックスグループと経営統合を実施し、夢真ホールディングスは解散[1]。